# Allmänna Sången
Allmänna Sången (сокр. AS) — шведский мужской хор Уппсальского университета, преобразованный в смешанный хор в 1963 году.

## История и деятельность
Шведское мужское хоровое пение в Упсале известно с 1808 года, когда певческим коллективом под управлением музыкального директора университета Иоганном Хеффнером был исполнен марш Under Svea banér Самуэля Одманна. Это привело к появлению других студенческих певческих групп, которые исполняли национальные романтические песни. Но все они выступали спорадически и не были специально организованы.
Впервые хор был правильно структурирован в 1830 году во время путешествия на пароходе «Уппсала» Отто Туллбергом, который собрал молодых людей, и они исполнили несколько песен (включая Vikingasäten на стихи Пера Даниеля Аттербума, которая до сих пор исполняется хором под названием Lejonriddarne). Затем Туллберг произнес речь, в которой сказал, что их хор станет пересекающим национальные границы, и каждый сможет принять участие в нём без экзаменов — это привело к тому, что хор в первые годы своего существования состоял примерно из 250 певцов, что на тот момент составляло почти треть студентов университета. 1830 год стал годом образования Allmänna Sången.
В 1839—1843 годах руководителем хора был Карл Йохан Лаурин, который в течение первого года своей деятельности он написал первый устав хора — Allmänna Sång-Föreningen. В 1849 году студенческая ассоциация (Studentföreningen) была реорганизована и получила название Студенческий союз Уппсалы, официальное название хора стало Upsala studentkårs allmänna sångförening и оставалось таковым до 1970-х годов. Затем хор вернулся к своему первоначальному названию Allmänna Sången. В 1963 году чисто мужской состав хора был преобразован в смешанный под управлением дирижёра Нильса-Улофа Берга. В числе предыдущих дирижёров хора были такие известные музыканты, как Гуннар Веннерберг, Хуго Альвен, Роберт Сунд и Сесилия Райдингер. С января 2010 года хор возглавляет Мария Гундорина.
На сегодня формальная связь хора с университетом невелика, но он является одним из четырёх хоров, которые официально сотрудничают с Уппсальским университетом, поддерживая определённые академические традиции.
Хор Allmänna Sången входит в число ведущих хоров Швеции. Участвует в музыкальных конкурсах и гастролирует по всему миру. Он выиграл Гран-при конкурса Béla Bartók в венгерском Дебрецене в 2004 году и Гран-при Европы в болгарской Варне в мае 2005 года. В 2002 году хор гастролировал по Канаде, а в 2007 году был проведен тур по Мексике, в 2012 году состоялись гастроли по Китаю. Репертуар Allmänna Sången широк, но с акцентом на музыку XX века. Хор принимает участие в различных праздниках и официальных торжествах, самым значимым можно считать выступление хора в Голубом зале Стокгольмская ратуша на Нобелевском банкете 2005 года с дивертисментом «Floral Transformations».